# Изюмское (Изюмский район)
Изюмское (укр. Ізюмське), село, 
Левковский сельский совет,
Изюмский район,
Харьковская область.
Село Изюмское ликвидировано в ? году.

## Географическое положение
Село Изюмское находится на левом берегу реки Северский Донец, выше по течению на расстоянии в 4 км расположено село Ивановка, ниже по течению на расстоянии в 4 км расположено село Руднево, на противоположном берегу реки расположено село Норцовка (Балаклейский район).
К селу примыкает большой лесной массив (сосна).
Возле села несколько озёр.

## Происхождение названия
На территории Украины несколько населённых пунктов с названием Изюмское.

## Экономика
- Отделение Изюмского лесничества.